# Leucanopsis potamia
Leucanopsis potamia är en fjärilsart som beskrevs av William Schaus 1941. Leucanopsis potamia ingår i släktet Leucanopsis och familjen björnspinnare. Inga underarter finns listade i Catalogue of Life.